# 三井郡

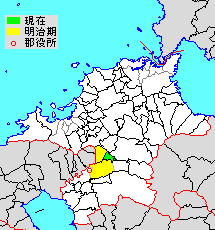
福岡県三井郡の位置（緑：大刀洗町）

三井郡（みいぐん）は、福岡県の郡。
人口15,860人、面積22.84km²、人口密度694人/km²。（2025年2月1日、推計人口）
以下の1町を含む。
- 大刀洗町（たちあらいまち）

## 郡域
1896年（明治29年）に行政区画として発足した当時の郡域は、上記1町のほか、下記の区域にあたる。
- 久留米市の一部（荒木町藤田・田主丸町各町を除く概ね小森野町、旭町、日ノ出町、東櫛原町、諏訪野町、東町、国分町、南、江戸屋敷、野伏間、藤光町、上津町より北東[1]）
- 小郡市の全域

## 歴史
- 1896年（明治29年）

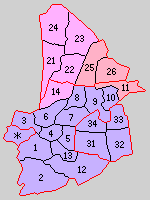
1.国分村 2.上津荒木村 3.節原村 4.合川村 5.山川村 6.宮ノ陣村 7.弓削村 8.北野村 9.大城村 10.金島村 11.大堰村 12.高良内村 13.御井町 14.味坂村 21.小郡村 22.御原村 23.立石村 24.三国村 25.大刀洗村 26.本郷村 31.山本村 32.草野町 33.大橋村 34.善導寺村（紫：久留米市 桃：小郡市 赤：大刀洗町 ＊：発足時の久留米市）

  - 4月1日 - 郡制の施行のため、御井郡・御原郡・山本郡の区域をもって発足。以下の町村が所属。（2町22村）
    - 旧・御井郡（1町13村） - 国分村、上津荒木村、節原村、合川村、山川村、宮ノ陣村、弓削村、北野村、大城村、金島村（現・久留米市）、大堰村（現・大刀洗町）、高良内村、御井町（現・久留米市）、味坂村（現・小郡市）
    - 旧・御原郡（6村） - 小郡村、御原村、立石村、三国村（現・小郡市）、大刀洗村、本郷村（現・大刀洗町）
    - 旧・山本郡（1町3村） - 山本村、草野町、大橋村、善導寺村（現・久留米市）

  - 7月1日 - 郡制を施行。郡役所が北野村に設置。
- 1901年（明治34年）4月9日 - 北野村が町制施行して北野町となる。（3町21村）
- 1922年（大正11年）8月1日 - 国分村が町制施行して国分町となる。（4町20村）
- 1923年（大正12年）
  - 4月1日 - 郡会が廃止。郡役所は存続。
  - 8月1日 - 節原村が久留米市に編入。（4町19村）
- 1926年（大正15年）7月1日 - 郡役所が廃止。以降は地域区分名称となる。
- 1924年（大正13年）11月1日 - 国分町が久留米市に編入。（3町19村）
- 1935年（昭和10年）6月30日 - 集中豪雨により筑後川の堤防が決壊。三井郡と三潴郡合わせて約1万2000戸が浸水。罹災者約60000人[2]。
- 1940年（昭和15年）2月11日 - 善導寺村が町制施行して善導寺町となる。（4町18村）
- 1943年（昭和18年）10月1日 - 御井町が久留米市に編入。（3町18村）
- 1951年（昭和26年）
  - 4月1日 - 上津荒木村・合川村・山川村が久留米市に編入。（3町15村）
  - 6月1日 - 高良内村が久留米市に編入。（3町14村）
- 1953年（昭和28年）12月1日 - 小郡村が町制施行して小郡町となる。（4町13村）
- 1955年（昭和30年）
  - 3月1日 - 北野町・弓削村・大城村・金島村が合併し、改めて北野町が発足。（4町10村）
  - 3月31日（5町3村）
    - 大堰村・本郷村・大刀洗村が合併して大刀洗町が発足。
    - 小郡町・味坂村・三国村・御原村・立石村が合併し、改めて小郡町が発足。
- 1958年（昭和33年）9月1日 - 宮ノ陣村・山本村が久留米市に編入。（5町1村）
- 1959年（昭和34年）4月1日 - 善導寺町・大橋村が合併し、改めて善導寺町が発足。（5町）
- 1960年（昭和35年）7月1日 - 草野町が久留米市に編入。（4町）
- 1967年（昭和42年）4月1日 - 善導寺町が久留米市に編入。（3町）
- 1972年（昭和47年）4月1日 - 小郡町が市制施行して小郡市となり、郡より離脱。（2町）
- 2005年（平成17年）2月5日 - 北野町が久留米市に編入。（1町）

### 変遷表
| 明治22年以前 | 旧郡   | 明治29年2月26日 | 明治29年 - 大正15年           | 明治29年 - 大正15年            | 昭和1年 - 昭和19年             | 昭和20年 - 昭和29年           | 昭和30年 - 昭和39年           | 昭和40年 - 昭和63年           | 平成1年 - 現在                | 現在     |
| ------------ | ------ | --------------- | ----------------------------- | ------------------------------ | ------------------------------ | ----------------------------- | ----------------------------- | ----------------------------- | ----------------------------- | -------- |
|              |        | 久留米市        | 久留米市                      | 久留米市                       | 久留米市                       | 久留米市                      | 久留米市                      | 久留米市                      | 久留米市                      | 久留米市 |
|              | 御井郡 | 節原村          | 大正12年8月1日 久留米市に編入 | 大正12年8月1日 久留米市に編入  | 久留米市                       | 久留米市                      | 久留米市                      | 久留米市                      | 久留米市                      | 久留米市 |
|              | 御井郡 | 国分村          | 大正11年8月1日 町制 国分町    | 大正13年11月1日 久留米市に編入 | 久留米市                       | 久留米市                      | 久留米市                      | 久留米市                      | 久留米市                      | 久留米市 |
|              | 御井郡 | 御井町          | 御井町                        | 御井町                         | 昭和18年10月1日 久留米市に編入 | 久留米市                      | 久留米市                      | 久留米市                      | 久留米市                      | 久留米市 |
|              | 御井郡 | 上津荒木村      | 上津荒木村                    | 上津荒木村                     | 上津荒木村                     | 昭和26年4月1日 久留米市に編入 | 久留米市                      | 久留米市                      | 久留米市                      | 久留米市 |
|              | 御井郡 | 合川村          | 合川村                        | 合川村                         | 合川村                         | 昭和26年4月1日 久留米市に編入 | 久留米市                      | 久留米市                      | 久留米市                      | 久留米市 |
|              | 御井郡 | 山川村          | 山川村                        | 山川村                         | 山川村                         | 昭和26年4月1日 久留米市に編入 | 久留米市                      | 久留米市                      | 久留米市                      | 久留米市 |
|              | 御井郡 | 高良内村        | 高良内村                      | 高良内村                       | 高良内村                       | 昭和26年6月1日 久留米市に編入 | 久留米市                      | 久留米市                      | 久留米市                      | 久留米市 |
|              | 御井郡 | 宮ノ陣村        | 宮ノ陣村                      | 宮ノ陣村                       | 宮ノ陣村                       | 宮ノ陣村                      | 昭和33年9月1日 久留米市に編入 | 久留米市                      | 久留米市                      | 久留米市 |
|              | 山本郡 | 山本村          | 山本村                        | 山本村                         | 山本村                         | 山本村                        | 昭和33年9月1日 久留米市に編入 | 久留米市                      | 久留米市                      | 久留米市 |
|              | 山本郡 | 草野町          | 草野町                        | 草野町                         | 草野町                         | 草野町                        | 昭和35年7月1日 久留米市に編入 | 久留米市                      | 久留米市                      | 久留米市 |
|              | 山本郡 | 善導寺村        | 善導寺村                      | 善導寺村                       | 昭和15年2月11日 町制           | 善導寺町                      | 昭和34年4月1日 善導寺町       | 昭和42年4月1日 久留米市に編入 | 久留米市                      | 久留米市 |
|              | 山本郡 | 大橋村          | 大橋村                        | 大橋村                         | 大橋村                         | 大橋村                        | 昭和34年4月1日 善導寺町       | 昭和42年4月1日 久留米市に編入 | 久留米市                      | 久留米市 |
|              | 御井郡 | 北野村          | 明治34年4月9日 町制           | 明治34年4月9日 町制            | 北野町                         | 北野町                        | 昭和30年3月1日 北野町         | 北野町                        | 平成17年2月5日 久留米市に編入 | 久留米市 |
|              | 御井郡 | 大城村          | 大城村                        | 大城村                         | 大城村                         | 大城村                        | 昭和30年3月1日 北野町         | 北野町                        | 平成17年2月5日 久留米市に編入 | 久留米市 |
|              | 御井郡 | 弓削村          | 弓削村                        | 弓削村                         | 弓削村                         | 弓削村                        | 昭和30年3月1日 北野町         | 北野町                        | 平成17年2月5日 久留米市に編入 | 久留米市 |
|              | 御井郡 | 金島村          | 金島村                        | 金島村                         | 金島村                         | 金島村                        | 昭和30年3月1日 北野町         | 北野町                        | 平成17年2月5日 久留米市に編入 | 久留米市 |
|              | 御井郡 | 味坂村          | 味坂村                        | 味坂村                         | 味坂村                         | 味坂村                        | 昭和30年3月31日 小郡町        | 昭和47年4月1日 市制           | 小郡市                        | 小郡市   |
|              | 御原郡 | 小郡村          | 小郡村                        | 小郡村                         | 小郡村                         | 昭和28年12月1日 町制          | 昭和30年3月31日 小郡町        | 昭和47年4月1日 市制           | 小郡市                        | 小郡市   |
|              | 御原郡 | 御原村          | 御原村                        | 御原村                         | 御原村                         | 御原村                        | 昭和30年3月31日 小郡町        | 昭和47年4月1日 市制           | 小郡市                        | 小郡市   |
|              | 御原郡 | 立石村          | 立石村                        | 立石村                         | 立石村                         | 立石村                        | 昭和30年3月31日 小郡町        | 昭和47年4月1日 市制           | 小郡市                        | 小郡市   |
|              | 御原郡 | 三国村          | 三国村                        | 三国村                         | 三国村                         | 三国村                        | 昭和30年3月31日 小郡町        | 昭和47年4月1日 市制           | 小郡市                        | 小郡市   |
|              | 御原郡 | 大刀洗村        | 大刀洗村                      | 大刀洗村                       | 大刀洗村                       | 大刀洗村                      | 昭和30年3月31日 大刀洗町      | 大刀洗町                      | 大刀洗町                      | 大刀洗町 |
|              | 御原郡 | 本郷村          | 本郷村                        | 本郷村                         | 本郷村                         | 本郷村                        | 昭和30年3月31日 大刀洗町      | 大刀洗町                      | 大刀洗町                      | 大刀洗町 |
|              | 御井郡 | 大堰村          | 大堰村                        | 大堰村                         | 大堰村                         | 大堰村                        | 昭和30年3月31日 大刀洗町      | 大刀洗町                      | 大刀洗町                      | 大刀洗町 |

## 行政
郡長を務めた主な人物
- 猪野鹿次

## 関連文献
- 三井郡史蹟調査委員『懐良親王と三井郡』1923年。NDLJP:978650。

| 先代 御井郡・御原郡・山本郡 | 行政区の変遷 1896年 - | 次代 （現存） |